# 1479 pr. n. št.

## Smrti
- Puzur-Ašur III., asirski kralj (* ni znano)
- Tutmoz II., četrti faraon Osemnajste egipčanske dinastije (* okoli 1510 pr. n. št.)